# Asparagus psilurus
Asparagus psilurus là một loài thực vật có hoa trong họ Măng tây. Loài này được Welw. ex Baker mô tả khoa học đầu tiên năm 1878.